# Hrvatski narodni otpor
Hrvatski narodni otpor (česky v překladu Chorvatský národní odpor, zkratka HNO) byla politická militantní organizace chorvatské emigrace. Založena byla roku 1955 Vjekoslavem Luburićem, bývalým ustašovcem.
Cílem organizace bylo rozbití socialistické Jugoslávie a obnova nezávislého Chorvatska (po vyhlášení nezávislosti SR Chorvatsko byl Chorvatský odpor rozpuštěn). Za hlavního nepřítele považovalo HNO samu ideu Jugoslávie; do roku 1985 vedly jugoslávské bezpečnostní složky HNO jako fašistickou organizaci.
HNO vzniklo z příslušníků ustašovského vojska a protikomunistické emigrace. Své členy a sympatizanty měl mezi celou Chorvatskou diasporou; v západní Evropě, Severní i Jižní Americe. Organizace připravovala a vykonala celou řadu teroristických útoků (např. na ambasádě ve Stockholmu v roce 1971; několik bombových útoků v USA a únosů letadel). Rovněž umístila bombu v bělehradském kině v roce 1968.
Její vliv poklesl v roce 1969, poté co agenti tajné policie zlikvidovali jejího velitele, Vjekoslava Luburiće. V čele organizace poté stanuli Stipe Bilandžić, Branko Jelić, dále Ivan Jelić a nakonec Ernest Bauer.
V západním Německu byla organizace označena oficiálně jako teroristická a zakázána.[zdroj?]
Časopis, který HNO vydávala, nesl název Drina, podle řeky, která dnes tvoří hranici mezi Srbskem a Bosnou a Hercegovinou. V době existence fašistického Chorvatska představovala východní hranici NDH.